# Montlauzun
Montlauzun település Franciaországban, Lot megyében. Lakosainak száma 121 fő (2022. január 1.). Montlauzun Sainte-Juliette, Tréjouls, Montcuq-en-Quercy-Blanc és Lendou-en-Quercy községekkel határos.

## Népesség
A település népességének változása:
| Lakosok száma | 129  | 127  | 102  | 131  | 128  | 126  | 123  | 120  | 118  | 121  |
|               | 1968 | 1982 | 1990 | 2006 | 2013 | 2015 | 2017 | 2019 | 2020 | 2022 |